# Andrew Rannells
Andrew Scott Rannells (Omaha, 23 agosto 1978) è un attore e cantante statunitense principalmente noto per il ruolo di Elder Price nel musical di Broadway The Book of Mormon e di Bryan Collins nella serie televisiva The New Normal.

## Biografia
Rannells nasce ad Omaha, in Nebraska, figlio di Charlotte e Ronald Rannels, quarto di cinque fratelli. Suo padre morì per un infarto nel 2001.
Nella sua città natale studia alla scuola maschile cattolica Crighton Prep, frequentando contemporaneamente la Emmy Gifford Children's Theater. Dopo il diploma, nel 1997 si trasferisce a New York per studiare recitazione al Marymount Manhattan College solo per due anni prima di dare avvio alle sue prime audizioni. 

## Carriera
Come doppiatore, Rannells appare in diversi programmi televisivi 4Kids e DIC, e videogiochi. Dopo aver fatto parte a diverse produzioni regionali di musical, nel 2006, ottiene il ruolo di Link Larkin nella produzione di Broadway di Hairspray. Successivamente interpreta Bob Gaudio nel primo tour nazionale di Jersey Boys. La sua ultima performance con il tour fu il 6 dicembre 2008 a Toronto. Nel gennaio del 2009, riprende il ruolo di Gaudio ma nella produzione di Broadway del musical.
Rannells interpreta il ruolo originale di Elder Price in The Book of Mormon, un musical scritto da creatori di South Park Trey Parker e Matt Stone, e in Avenue Q composto da Robert Lopez. Per la sua performance, è stato candidato per il Tony Award al miglior attore protagonista in un musical. In seguito vince il Grammy Award al miglior album di un musical. La sua ultima performance è stata il 10 giugno 2012.
Nel 2012-13 assieme a Justin Bartha interpreta il co-protagonista Bryan Collins, un uomo gay che insieme al suo compagno segue la gravidanza della loro donatrice di ovuli, nella serie televisiva ideata dal creatore di Glee Ryan Murphy, The New Normal. Inoltre ricopre il ruolo ricorrente di Elijah nella serie televisiva Girls.
Nel 2018 è protagonista a Broadway dell'opera teatrale The Boys in the Band, in scena al Booth Theatre dal 28 aprile all'11 agosto. Prodotta da Ryan Murphy, questo allestimento celebra il cinquantesimo anniversario di The Boys in the Band e il cast comprende Jim Parsons (Michael), Zachary Quinto (Harold), Charlie Carver (Cowboy), Tuc Watkins (Hank) e Matt Bomer (Donald) con la regia di Joe Mantello. Nel 2022 esordisce sulle scene londinesi nel musical di Elton John Tammy Faye, per cui ottiene una candidatura al Laurence Olivier Award al miglior attore in un musical.

## Vita privata
Rannels ha origini polacche e irlandesi. È apertamente gay e vive a New York. Dal 2018 è legato all’attore Tuc Watkins, conosciuto sul set di The Boys in the Band.

## Filmografia

### Attore

#### Cinema
- Sex and the City 2, regia di Michael Patrick King (2010)
- The Wedding Party (Bachelorette), regia di Leslye Headland (2012)
- Lo stagista inaspettato (The Intern), regia di Nancy Meyers (2015)
- Proprio lui? (Why Him?), regia di John Hamburg (2016)
- Un piccolo favore (A Simple Favor), regia di Paul Feig (2018)
- The Boys in the Band, regia di Joe Mantello (2020)
- The Prom, regia di Ryan Murphy (2020)
- Our Son, regia di Bill Oliver (2023)
- Un altro piccolo favore (Another Simple Favour), regia di Paul Feig (2025)

#### Televisione
- Girls – serie TV, 37 episodi (2012-2017)
- The New Normal – serie TV, 22 episodi (2012-2013)
- How I Met Your Mother – serie TV, episodi 9x13, 9x16 (2013-2014)
- Glee – serie TV, episodio 6x13 (2015)
- The Knick – serie TV, 4 episodi (2015)
- Another Period – serie TV, 3 episodi (2016)
- Drunk History – serie TV, episodio 4x08 (2016)
- Will & Grace – serie TV, episodio 9x4 (2017)
- The Romanoffs – miniserie TV, episodio 1x05 (2018)
- RuPaul's Drag Race – reality show, episodio 10x08 (2018)
- Black Monday – serie TV, 30 episodi (2019-2021)
- Ecco a voi i Chippendales (Welcome to Chippendales) – miniserie TV, 4 puntate (2022)

### Doppiatore
- Street Sharks - Quattro pinne all'orizzonte (Street Sharks) – serie animata, 40 episodi (1994-1996)
- Gli strani misteri di Archie (Archie's Weird Mysteries) – serie animata, 40 episodi (1999-2000)
- Pokémon (ポケモン) – serie animata, 20 episodi (2000-2005)
- Yu-Gi-Oh! (遊☆戯☆王デュエルモンスターズ) – serie animata, 6 episodi (2000-2006)
- Sonic X (ソニックX) – serie animata, 70 episodi (2003-2006)
- Tartarughe Ninja (Teenage Mutant Ninja Turtles) – serie animata (2003-2009)
- I Simpson (The Simpsons) – serie animata, episodio 27x18 (2016)
- Sofia la principessa (Sofia the First) – serie animata, 6 episodi (2016-2018)
- Vampirina – serie animata, episodio 1x04 (2017)
- Benvenuti al Wayne (Welcome to the Wayne) – serie animata, episodi 1x04, 1x05, 1x08, 1x20 (2017-2018)
- Big Mouth – serie animata, 24 episodi (2017-in corso)
- Bob's Burger – serie animata, episodio 9x01 (2018)
- Invincible – serie animata, 8 episodi (2021)

## Doppiatori italiani
Nelle versioni in italiano delle opere in cui ha recitato, Andrew Rannels è stato doppiato da:
- Francesco Pezzulli in The New Normal, Will & Grace, The Romanoffs, The Prom, Black Monday
- Stefano Starna in Ecco a voi i Chippendales!
- Flavio Aquilone in Girls
- David Chevalier in The Wedding Party
- Federico Zanandrea in How I Met Your Mother
- Francesco Venditti in Lo stagista inaspettato
- Fabrizio Dolce in The Knick
- Fabrizio Bucci in Proprio lui?
- Gabriele Tacchi in Un piccolo favore
- Marco Vivio in The Boys in the Band

Da doppiatore è sostituito da: 
- Diego Sabre in Streets Sharks - Quattro pinne all'orizzonte
- Simone D'Andrea in Gli strani misteri di Archie
- Marco Briglione in Big Mouth
- Renato Novara in Trolls 3 - Tutti insieme
- Jacopo Calatroni in Benvenuti al Wayne
- Francesco Venditti in Invincible

## Teatro
- 2001: Pokémon live! – nel ruolo di James
- 2005: Hairspray – nel ruolo di Link Larkin
- 2007: Jersey Boys – nel ruolo di Bob Gaudio
- 2011: The Book of Mormon – nel ruolo di Elder Kevin Price
- 2014: Hedwig and the Angry Inch – nel ruolo di Hedwig
- 2015: Hamilton – nel ruolo di Re George III
- 2016: Falsettos – nel ruolo di Whizzer
- 2018: The Boys in the Band – nel ruolo di Larry
- 2022: Tammy Faye – nel ruolo di Jim Bekker
- 2024: Gutenberg the musical! - nel ruolo di Doug